# Tito Schipa

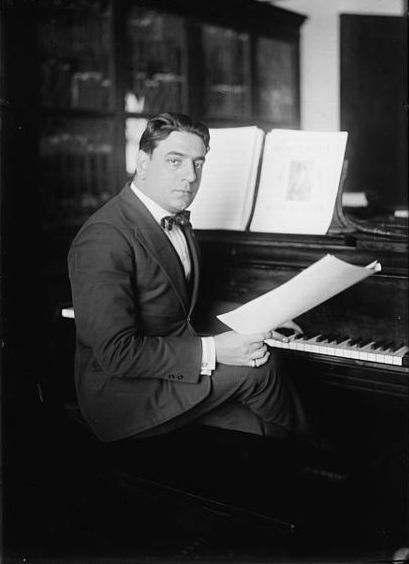
Tito Schipa

Raffaele Attilio Amedeo Schipa (* 27. Dezember 1888 in Lecce; † 16. Dezember 1965 in New York City) war ein italienischer Opernsänger (Tenor) und Komponist. Schipa wurde Ende 1888 geboren, die standesamtliche Registrierung unter dem Namen Raffaele Attilio Amedeo Schipa erfolgte jedoch erst am 2. Januar 1889, somit konnte er seinen Militärdienst ein Jahr später antreten.

## Leben
Schipa stammte aus einer Arbëresh-Familie, Angehörige der alteingesessenen albanischen Minderheit in Italien.
Tito Schipa erhielt seine Gesangsausbildung in Lecce bei Alceste Gerunda und in Mailand bei Emilio Piccoli. 1910 debütierte er als Alfred in Verdis La Traviata am Teatro Politeama Facchinetti in Vercelli. Daraufhin sang er im März 1910 in Messina den Herzog in Verdis Rigoletto. 1912 erfolgte sein Debüt in Mailand am Teatro Dal Verme als Cavaradossi in Puccinis Tosca. 1913 trat er erstmals in Buenos Aires sowie in Rio de Janeiro auf.
1914 debütierte er am Teatro Costanzi  (jetzt Teatro dell’Opera di Roma) in Rom als Ernesto in Gaetano Donizettis Oper Don Pasquale. Dies ist eine seiner Glanzpartien.
In der Spielzeit 1915/1916 debütierte Schipa in der Rolle als Vladimir in Alexander Borodins Oper Fürst Igor an der Mailänder Scala. Bei der Uraufführung von Giacomo Puccinis Oper La rondine an der Oper von Monte Carlo am 27. März 1917 übernahm Schipa die Partie des Ruggero. 
1919 legte er mit seinem Debüt als Herzog in Giuseppe Verdis Rigoletto den Grundstein zu einer außerordentlichen Karriere in den Vereinigten Staaten. Er sang an den Opernhäusern von Chicago (1919–1932), San Francisco (ab 1924) und New York (1932–1935). Seine Antrittsrolle an der Metropolitan Opera war der Nemorino in Donizettis L’elisir d’amore. 
An der Seite von Schipa gab 1937 Caterina Boratto ihr Filmdebüt im Filmdrama Vivere! Später ging sie mit ihm eine Liebesbeziehung ein. Ebenfalls unter der Regie von Regisseur Guido Brignone und wieder mit Schipa als Partner spielte sie 1938 in dem Film Chi è più felice di me?. 
Außerdem trat Schipa zwischen 1929 und 1949 regelmäßig in Italien auf (Mailand, Rom). 1957 führte ihn eine Konzerttournee in die Sowjetunion (Moskau, Leningrad, Riga). An der Metropolitan Opera fiel Schipa die schwierige Aufgabe zu, die Lücke für den verärgert ausgeschiedenen New Yorker Publikumsliebling Beniamino Gigli zu füllen. Der Kritiker des britischen Boulevardblattes The Sun, W. J. Henderson, pries Schipas „Geschmack, Feinheit und Eleganz“ und bescheinigte seinem Nemorino, die Arie Una furtiva lagrima sei selten in diesem Hause so (gut) gesungen worden. 
Schipa war auch als Komponist tätig und schrieb unter anderem die Oper Principessa Liana, die 1935 in Rom uraufgeführt wurde.
Die Bühnenkarriere von Schipa war mit einer Dauer von 52 Jahren außergewöhnlich lang.

## Stimme
Schipa verkörperte den Prototyp eines Belcanto-Sängers. Zwar war er nicht mit dem verschwenderischen Wohlklang eines Beniamino Gigli oder der überwältigenden Strahlkraft eines Mario del Monaco ausgestattet. Schipa stellt jedoch einen der bedeutendsten lyrischen Tenöre dar, von ihm stammen einige bis in unsere Tage unübertroffen gebliebene Modellinterpretationen wie Almaviva (Il barbiere di Siviglia), Nemorino (L’elisir d’amore) und Ernesto (Don Pasquale).

## Schallplatten
Tito Schipa hat für Pathe, Victo und HMV einige hundert Schallplattenaufnahmen eingespielt, darunter auch eine Gesamtaufnahme des Don Pasquale.